# Primer motor inmóvil

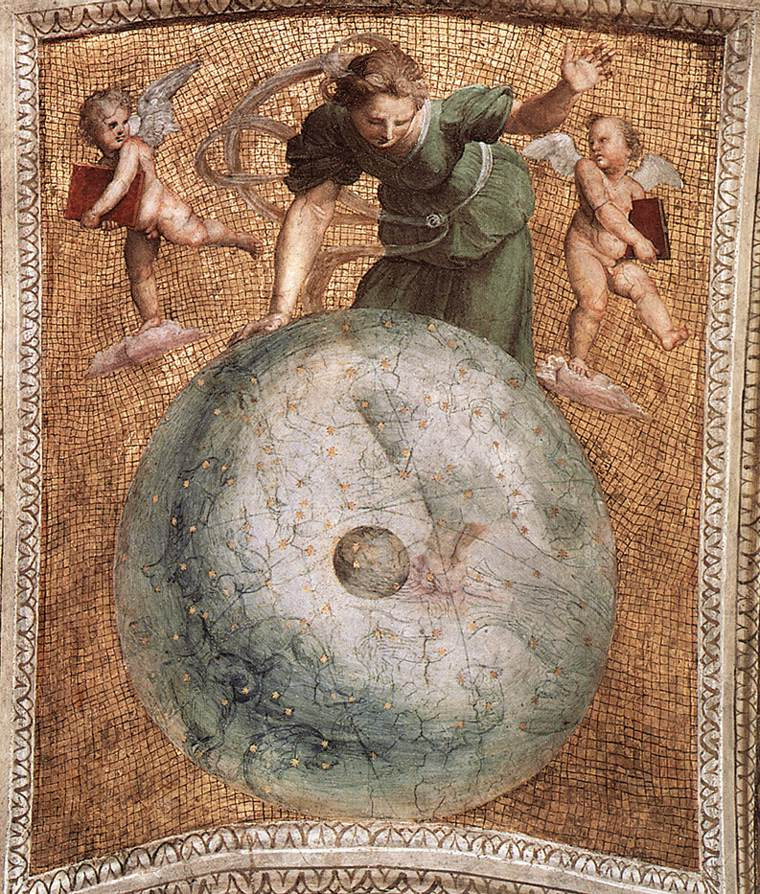
El Primer motor por Rafael Sanzio.

El primer motor inmóvil (en griego: ὃ οὐ κινούμενος κινεῖ, «ho ou kinoúmenos kineî», «Lo que mueve sin ser movido») o motor primario (en latín: primum movens) es un concepto metafísico descrito por Aristóteles como la primera causa de todo el movimiento en el universo, y que por lo tanto no es movido por nada. Aristóteles habla en el VIII libro de la Física de un ser inmaterial que es el principio físico del mundo, y en la Metafísica, se refiere a él como un ser inmortal e inmutable.
Este concepto tiene sus raíces en especulaciones cosmológicas que tenían los primeros filósofos griegos presocráticos, como el Nous de Anaxágoras o el Logos de Heráclito; y llegó a ser muy influyente y ampliamente elaborado en la filosofía y teología medieval. Tomás de Aquino, por ejemplo, se refirió al motor inmóvil en sus argumentos a favor de la existencia de Dios.

## Introducción y definición
En el libro titulado Metafísica, Aristóteles describe a Dios como el primer motor inmutable, incorruptible, y lo define como el pensamiento del pensamiento, es decir, como un Ser que piensa que su propio pensamiento, inteligencia y acto de inteligencia son uno y el mismo. En Dios: "La Inteligencia Suprema por tanto piensa en sí misma... y su Pensamiento es pensamiento del pensamiento". Es en este sentido una forma o un acto sin materia que lanza el conjunto de los movimientos y que, a partir de entonces, actualiza el todo de lo que es.
Para Céline Denat, «el Dios aristotélico, que disfruta de una vida perfecta consistente en la pura actividad de la contemplación inteligible, constituye ciertamente para el hombre de alguna manera 'un ideal', el modelo de una existencia desprovista de imperfecciones y límites que nos son propios».
En Aristóteles, dios o el primer motor es trascendente, por lo que es difícil describirlo de otra manera que no sea de forma negativa [ref. necesario], es decir en relación con lo que los hombres no tienen. Sin embargo, Aristóteles no asume esto explícitamente. Pierre Aubenque señala: «La negatividad de la teología se encuentra simplemente en la modalidad del fracaso; Aristóteles no la acepta como la realización de su proyecto que sin duda era hacer una teología positiva».
Aristóteles dividió a la sustancia que conforma al mundo en tres clases:
- Una primera clase física: aquello corruptible, como las plantas, los animales, el (cuerpo del) hombre y todo lo que hay en el mundo sub-lunar.
- Una segunda clase también física, pero incorruptible, eterna y móvil: el mundo supra-lunar (donde se pueden incluir los astros u otros seres).
- Una tercera sustancia metafísica, inmóvil y eterna.

Esta última es el primer motor inmóvil o Το Θείον (To Theion), lo divino, el cual es perfecto, es acto puro, forma pura, el «ser por excelencia».
En el Libro 12 de su Metafísica, Aristóteles describe el motor inmóvil como perfectamente bello, indivisible, y contemplando solo la contemplación perfecta: él mismo contemplándose.

## Aristóteles

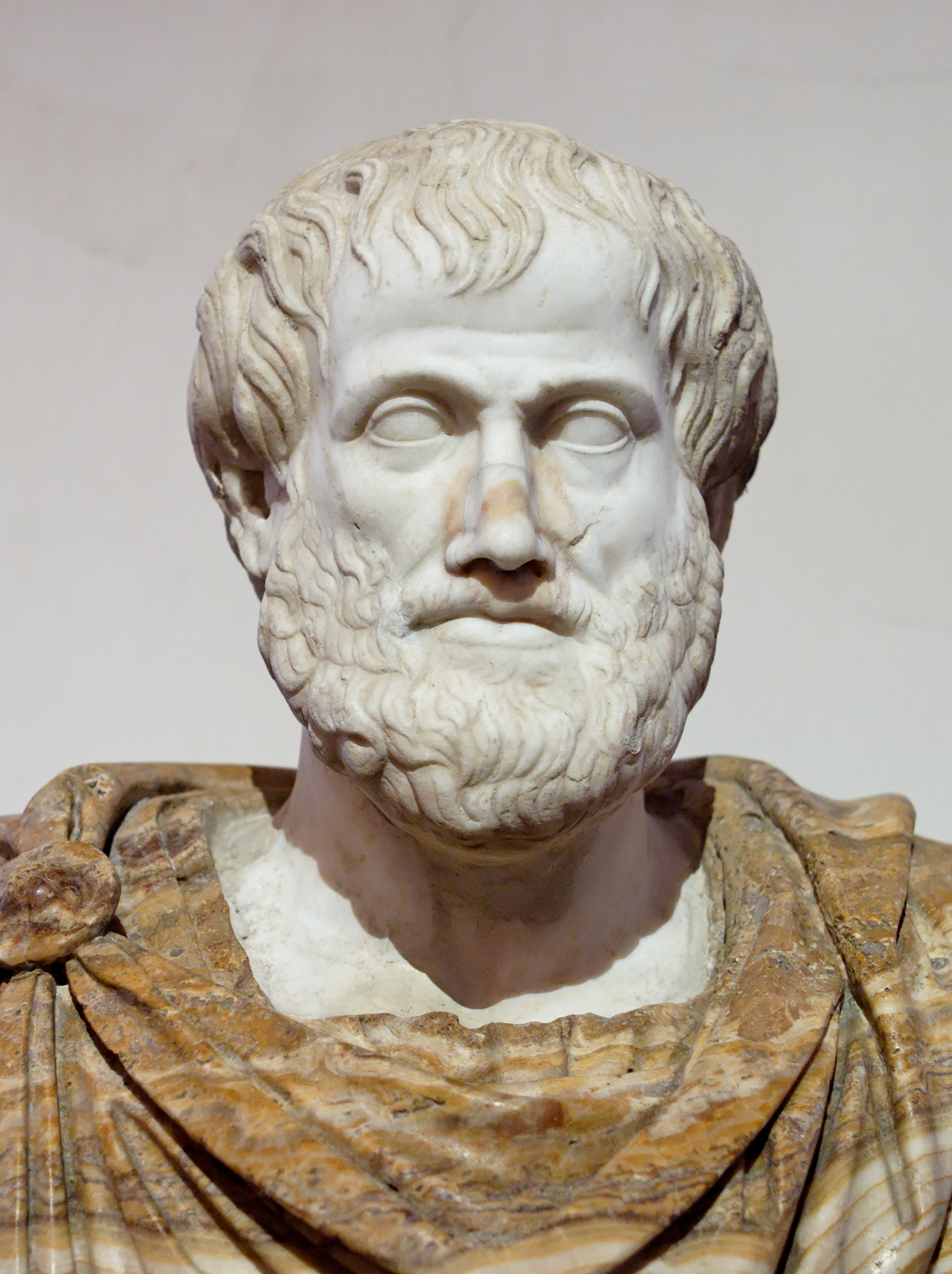
Aristóteles creía que había una primera causa, y que todo lo demás era una imitación de esta.

Se debe a que todo móvil, a su vez debe ser movido por un motor y este a su vez, debe ser movido por otro motor, por lo que la cadena de móviles necesita de un primer motor que no sea movido a su vez por otro. Ya en el VIII libro de la Física, Aristóteles habla de un ser como acto puro inmaterial que no padece ningún cambio y que es el principio físico del mundo. Por no ser material, él mismo no es algo físico (Física, II, 7, 198 a 36). Después, en el libro XII (Lambda) de la Metafísica, Aristóteles aboga por la existencia de un ser divino y parece identificarlo con el «primer motor inmóvil», quizá influenciado por el Nous de Anaxágoras.
Aristóteles atribuye una gran importancia al hecho de haber sido el primero en distinguir entre cuatro clases de causas o principios: la causa material, la formal, la eficiente y la final. Describámoslas con el conocidísimo ejemplo que propone el filósofo (ver las cuatro causas):
1. La causa material de la existencia de la estatua de bronce es el bronce mismo, en el sentido ya antes apuntado de que en él se encuentra, como potencia pasiva, la capacidad para ser convertido en una escultura.
2. La causa formal de la estatua es justamente el eidos o la forma en virtud de la cual el escultor transforma el bloque de metal en una figura.
3. La causa eficiente es aquello que puede incidir en la materia para «realizar» en ella las exigencias de la forma, el cincel o el martillo con el cual el escultor moldea su obra.
4. La causa final de la existencia de la estatua es el propósito o la finalidad para la cual se ha decidido erigir la estatua.

Sobre este primer motor inmóvil, Aristóteles dirá que debe ser acto puro, forma pura, pues si no estuviese en acto sería imposible que pueda ser motor de algo. El primer motor funge como el orden último de la cosmología aristotélica. Él mueve directamente a los astros del primer cielo, estos tratan de imitarlo dando vueltas en círculo. El círculo responde al acto más perfecto según la ideología griega, pues no tiene comienzo ni fin, es continuo. Aristóteles define al primer motor como gnoesis gnoeseos (conocimiento de conocimiento), así el primer motor vuelve sobre sí, conociendo solo lo más perfecto: él mismo, y esto responde al porqué de la estructura esférica del universo según Aristóteles. Los dioses no pueden distraerse potencialmente de esta eterna autocontemplación porque, en ese instante, dejarían de existir. Esto ha llevado a muchos autores a hablar de Providencia.

Está claro entonces que no hay lugar, ni vacío, ni tiempo, fuera del cielo. Por lo tanto, todo lo que está allí, es de tal naturaleza que no ocupa ningún lugar, ni el tiempo lo envejece; ni hay ningún cambio en ninguna de las cosas que están más allá del movimiento más externo; continúan a lo largo de toda su duración inalterable y sin modificaciones, viviendo la mejor y la más autosuficiente de las vidas … Desde [el nacimiento de todo el cielo] deriva el ser y la vida que otras cosas, algunas más o menos articuladas pero otras débilmente, disfrutan.
De Caelo, I.9, 279 a17–30.

Aristóteles afirma que «tiene que haber un ser inmortal, inmutable, en última instancia, responsable de toda la plenitud y el orden en el mundo sensible». Debido a que aquel ser no tendría ni partes ni magnitud, le sería físicamente imposible mover objetos materiales. Dado que la materia es, para Aristóteles, un sustrato en el cual un potencial a cambiar puede ser «actualizado», todo potencial debe actualizarse en un ser que es eterno, pero que no debe estar quieto, ya que la actividad continua es esencial para todas las formas.

La vida pertenece también a Dios; porque la actualidad del pensamiento es vida, y Dios es esa realidad; y la actualidad autodependiente de Dios es la vida sumamente buena y eterna. Por eso decimos que Dios es un ser viviente, eterno, sumamente bueno; de modo que la vida y duración pertenecen continua y eternamente a Dios; porque esto es Dios
Metafísica. Libro XII, 1072b. 24

Esta forma inmaterial de actividad debe ser de naturaleza intelectual y no puede estar condicionada por la percepción sensorial, por lo que la sustancia eterna debe pensar solo en pensar en sí misma, y existe fuera de la esfera de estrellas, donde incluso la noción de lugar no está definida para Aristóteles. Su influencia sobre los seres inferiores es puramente el resultado de una «aspiración o deseo», y por esto dice que cada esfera celestial emula al motor inmóvil, lo mejor que puede, con su movimiento circular uniforme. El primer cielo, la esfera más exterior de las estrellas fijas, es movido por el deseo de emular al motor primario. Es por esto por lo que se dice que Aristóteles concibió en su teoría la traslación de los planetas y por el cual todos los ciclos terrestres son conducidos: día y noche, las estaciones del año, la transformación de los elementos y la naturaleza de las plantas y los animales.
El «Dios» aristotélico no es creador del mundo, solo es la causa final de todo cambio y movimiento eterno del universo, reduciendo la multiplicidad diversa de los fenómenos a una unidad inteligible. Muchos de los contemporáneos de Aristóteles se quejaron de que la concepción de un dios sin poder no era satisfactoria. Sin embargo, fue esta vida la que Aristóteles apoyó con entusiasmo como envidiable y perfecta. Aristóteles no parece tener una concepción de un dios monoteísta, sino politeísta. Aristóteles creía que las estrellas y objetos celestes estaban incrustados en esferas de éter concéntricas que giraban alrededor de la Tierra. Cada esfera está habitada por un ser inmaterial al que Aristóteles llamó «inteligencia». Reconoce a 55 dioses (motores), todos deidades inteligentes y buenas, que se colocan fuera del mundo terrestre (mundo supralunar). Estos parecen ser dioses, pero todo hace suponer que sean sustancialmente diversos de Aquel "primero", que merecería ser identificado con el que el hombre contemporáneo entiende por Dios, uno que accionaba la primera esfera celeste y vivía más allá de la esfera de las estrellas fijas.

Hay pues algo, siempre movido con un movimiento incesante, y este movimiento es el circular. Esto es manifiesto no sólo en virtud del razonamiento, sino prácticamente. En consecuencia el primer cielo debe ser eterno. Existe también algo que lo mueve. Y puesto que lo que es a la vez movido y mueve es un término medio, debe haber algo que mueva sin ser movido, un ser eterno, substancia y acto puro.
Metafísica, XII, 7. (R. Verneaux, Textos de los grandes filósofos: edad antigua, Herder, Barcelona 1982, 5ª. ed., p. 81-83).

Existen, sin embargo, algunos intérpretes que han visto incluso en el primer motor inmóvil (Dios) una causa eficiente, como Tomás de Aquino, Franz Brentano y Enrico Berti.

## Tomás de Aquino

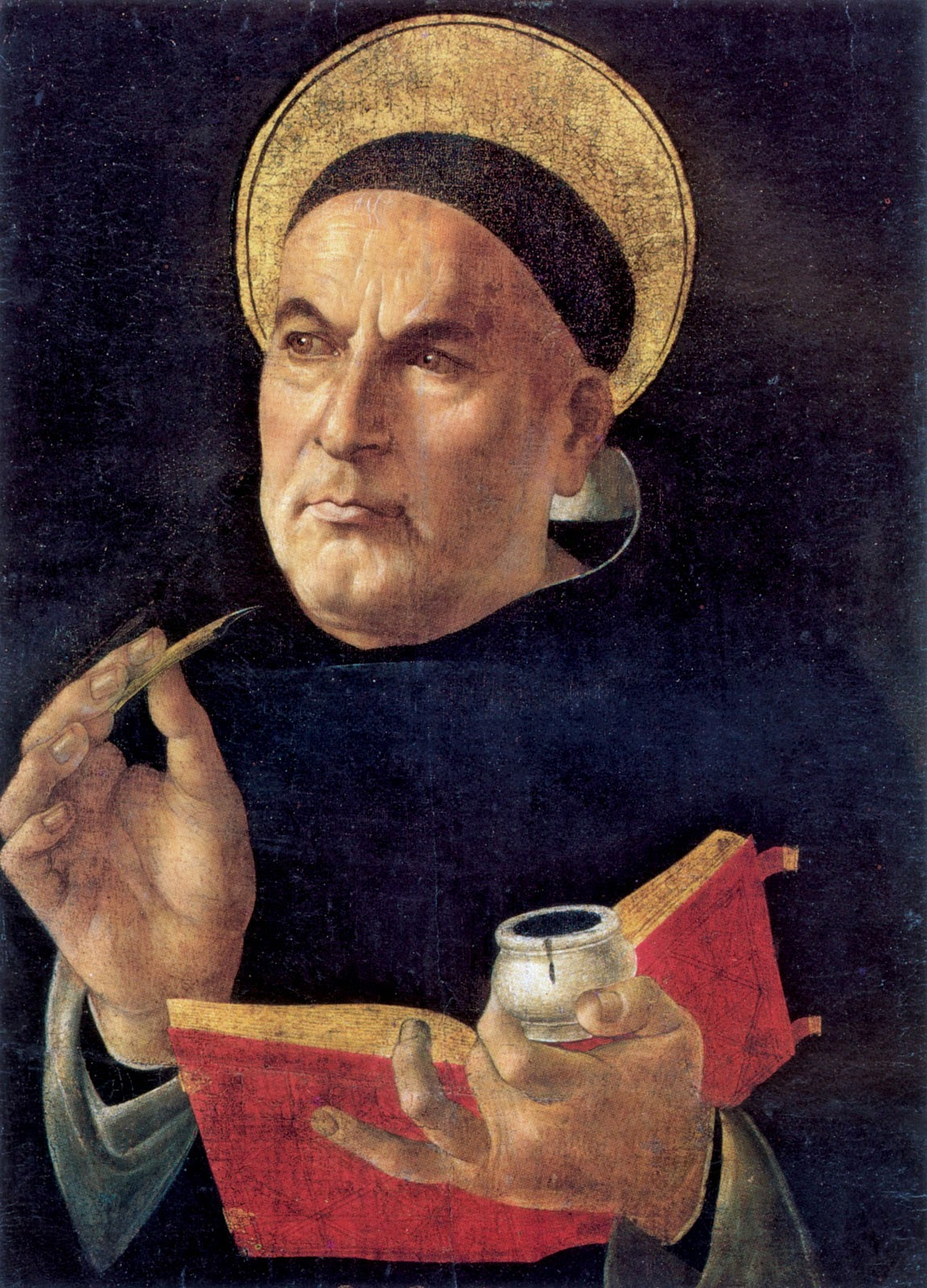
Tomás de Aquino intentó relacionar el motor inmóvil con el Dios cristiano.

En su libro Summa Theologiae, Tomás de Aquino enseña lo que es conocido como Quinque viae, cinco argumentos racionales que él usa para probar la existencia de Dios. El primer argumento es la Vía del primer motor:

[...] La primera y más clara es la que se deduce del movimiento. Pues es cierto, y lo perciben los sentidos, que en este mundo hay movimiento. Y todo lo que se mueve es movido por otro. De hecho, nada se mueve a no ser que en cuanto potencia esté orientado a aquello para lo que se mueve. Por su parte, quien mueve está en acto. Pues mover no es más que pasar de la potencia al acto. La potencia no puede pasar a acto más que por quien está en acto. Ejemplo: el fuego, en acto caliente, hace que la madera, en potencia caliente, pase a caliente en acto. De este modo la mueve y cambia. Pero no es posible que una cosa sea lo mismo simultáneamente en potencia y en acto; sólo lo puede ser respecto a algo distinto. Ejemplo: Lo que es caliente en acto, no puede ser al mismo tiempo caliente en potencia, pero sí puede ser en potencia frío. Igualmente, es imposible que algo mueva y sea movido al mismo tiempo, o que se mueva a sí mismo. Todo lo que se mueve necesita ser movido por otro. Pero si lo que es movido por otro se mueve, necesita ser movido por otro, y éste por otro. Este proceder no se puede llevar indefinidamente, porque no se llegaría al primero que mueve, y así no habría motor alguno pues los motores intermedios no mueven más que por ser movidos por el primer motor. Ejemplo: Un bastón no mueve nada si no es movido por la mano. Por lo tanto, es necesario llegar a aquel primer motor al que nadie mueve. En éste, todos reconocen a Dios.
Tomás de Aquino, Summa Theologiae - Parte Ia - Cuestión 2 - Artículo 3

Santo Tomás indica que una cosa que requiere ser completada por otra, se dice que está en potencia con respecto a esa otra: la realización de la potencia se llama realidad. El universo se concibe como una serie de cosas dispuestas en un orden ascendente, o potencia y acto a la vez coronado y creado por Dios, quien solo es un acto puro (actus purus). Dios es inmutable porque el cambio significa pasar de la potencia a la acción, por lo que no tiene principio ni fin, ya que estos exigen un cambio. La materia y la forma son necesarias para comprender el cambio, porque el cambio requiere la unión de lo que se convierte y lo que se convierte. La materia es la primera y la segunda. Todas las cosas físicas están compuestas de materia y forma. La diferencia entre una cosa como forma o carácter y la existencia real de la misma se denota por los términos esencia y ser (o existencia). Es solo en Dios que no hay distinción entre los dos. Ambas parejas, materia y forma, esencia y ser, son casos especiales de potencia y acto. También son modos: los modos no agregan nada a la idea de ser, sino que son formas de hacer explícito lo que está implícito en él.